# Diamond City (Arkansas)
Diamond City é uma cidade localizada no estado americano de Arkansas, no Condado de Boone.

## Demografia
Segundo o censo americano de 2000, a sua população era de 730 habitantes.
Em 2006, foi estimada uma população de 791, um aumento de 61 (8.4%).

## Geografia
De acordo com o United States Census Bureau, a localidade tem uma área de 6,9 km², sem área coberta por água. Diamond City localiza-se a aproximadamente 245 m acima do nível do mar.

## Localidades na vizinhança
O diagrama seguinte representa as localidades num raio de 32 km ao redor de Diamond City.